# PowerISO
PowerISO es una aplicación informática usada para crear, montar y emular, comprimir o cifrar imágenes virtuales de CD y DVD, producida por la empresa china Power Software Ltd. Los formatos que soporta son ISO, BIN, DAA, NRG y CDI.M
La versión para Microsoft Windows es de pago. Oficialmente se ofrecen también herramientas gratuitas para GNU/Linux y macOS que permiten extraer, listar y convertir imágenes en varios formatos.